# Junta Patriótica
La Junta Patriótica fue una organización política venezolana creado en 1957 para oponerse a la dictadura militar del general Marcos Pérez Jiménez desde la clandestinidad. Estuvo formada por los partidos Acción Democrática (AD), Comité de Organización Política Electoral Independiente (Copei), Unión Republicana Democrática (URD) y el Partido Comunista de Venezuela (PCV).

## Origen
Guillermo García Ponce, en aquel entonces dirigente del Partido Comunista de Venezuela, hizo  un llamamiento para la creación de una coalición clandestina en contra de Marcos Pérez Jiménez. Entre los primeros que se unieron estaban jóvenes de la Unión Republicana Democrática como Fabricio Ojeda, José Vicente Rangel y Amílcar Gómez.

## Historia
En junio de 1957 se creó la junta. Los miembros más destacados de la junta llegaron a ser Fabricio Ojeda de URD, Guillermo García Ponce del PCV, Silvestre Ortiz Bucarán de Acción Democrática (AD); y Enrique Aristeguieta Gramcko de Copei. En aquel tiempo los dirigentes más importantes de los partidos miembros de la junta se encontraban en el exilio o en la cárcel. AD, URD y el PCV estaban ilegalizados por el régimen. Posteriormente Copei tuvo que pasar también a la clandestinidad. 
En agosto de 1957, la Junta Patriótica hizo circular su primer manifiesto. En el manifiesto se decía que diversos sectores se habían agrupado con el nombre de Junta Patriótica para luchar por el respeto a los derechos y libertades establecidos en la Constitución de Venezuela de 1953, incluyendo el respeto al sufragio y la libertad de postular candidatos en las elecciones.
El 4 de noviembre de 1957, Pérez Jiménez anunció al Congreso de la República su intención de sustituir las elecciones presidenciales de ese año por un plebiscito para definir si continuaba al frente del gobierno 5 años más. La Junta Patriótica rechazó la medida en una carta dirigida a las Fuerzas Armadas, ya que consideraba que se violaba la constitución al negarse el derecho de los venezolanos a elegir al presidente de la nación. La oposición representada en la Junta Patriótica comenzó a plantear la salida de Pérez Jiménez del poder.

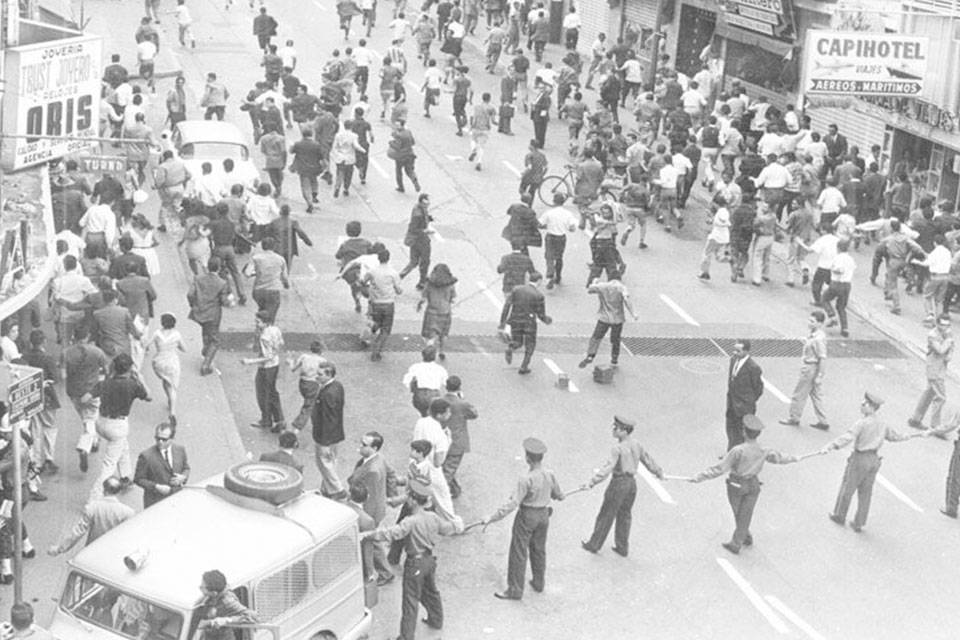
Protestas contra Marcos Pérez Jiménez del 21 de noviembre de 1957 en Venezuela.

Se convocó a un paro general el 12 de diciembre en protesta contra el plebiscito de 1957 que era considerado por la junta como una farsa electoral. La huelga es finalmente diferida, pero la junta sigue con los mítines relámpago en las puertas de las fábricas y en zonas residenciales. La junta también continuó los contactos con los militares descontentos. El 18 de diciembre comenzó a operar La Voz de la Junta Patriótica, una radio clandestina de poco alcance.
El 3 de enero de 1958 la junta sacó otro manifiesto en el que proponía la unión del pueblo y del ejército para derrocar a Pérez Jiménez. El 20 de enero la junta llamó a una huelga de la prensa y el 21 de enero a un paro general, los cuales se cumplieron. El 23 de enero de 1958 se dio la caída de Pérez Jiménez y la Junta Patriótica cesó en sus funciones días después.